# Національний інститут технології моди
Національний інститут технології моди (англ. National Institute of Fashion Technology, NIFT, гінді राष्ट्रीय फैशन टेक्नालॉजी संस्थान) — найпрестижніший в Індії вищий навчальний заклад в області моди з центром в Делі та філіями у кількох інших містах по всій країні.